# Commissaire de la République institué par le Gouvernement provisoire de la République française
Pour l’article homonyme, voir Commissaire de la République.
Les commissaires de la République furent chargés du rétablissement de la légalité républicaine lors de la Libération de la France en 1944 jusqu'au 26 mars 1946.
Appelés aussi Commissaires régionaux de la République (CRR), ils furent les représentants du général de Gaulle, chef du Gouvernement provisoire de la République française (GPRF). Issus de la Résistance intérieure française ou, en majorité, de la France libre, ils avaient un rang équivalent à celui de ministre comme les autres commissaires de GPRF, et ne relevaient que du général de Gaulle.
Leur mission fut de rétablir la légalité républicaine et l'autorité de l'État, en empêchant toute vacance du pouvoir, et par là, l'installation d'une administration militaire alliée (voir AMGOT).
Ils doivent restaurer les lois démocratiques, limiter les violences spontanées de l'Epuration sauvage, assurer l'épuration légale des administrations, des magistrats et des particuliers compromis avec les Allemands. Fait exceptionnel dans l'histoire de la France contemporaine, les commissaires de la République ont disposé pendant quelques mois du droit de grâce, pouvoir régalien dont l'exercice exclusif est normalement dévolu au chef de l'État. Leurs pouvoirs furent donc très étendus, mais de courte durée, car ils en perdaient dès que le pouvoir central reprenait le contrôle direct des administrations. Dès novembre 1944, ils avaient perdu le contrôle de la justice et de certaines affaires économiques.
Ils durent faire le lien entre le gouvernement parisien et les autorités locales issues de la Résistance (Comités départementaux et locaux de Libération). Si nécessaire, ils devaient empêcher ces dernières d'outrepasser leur mission et d'instaurer des pouvoirs parallèles - ce dernier danger ne se concrétisa pas, le Parti communiste et les FTP se montrant globalement loyaux et disciplinés, et Maurice Thorez approuvant la dissolution des Milices patriotiques dès le 28 octobre 1944.
Les CRR eurent à assurer le ravitaillement de leur région et la remise en route de l'économie locale. Enfin, en 1945, ils durent gérer le retour des prisonniers, des déportés politiques et juifs, et des requis du STO.

## Commissaires
Le GPRF définit 18 régions désignées par leur chef-lieu. En fait ce furent les mêmes chefs-lieux que pour les régions définies par Vichy, avec les modifications suivantes : la région de Vichy était supprimée, et deux régions étaient créées pour les départements qui avaient été soustraits au contrôle de Vichy, celle de Lille pour les départements du Nord et du Pas-de-Calais, et celle de Strasbourg pour le Bas-Rhin, le Haut-Rhin et la Moselle. Les régions étaient rééquilibrées par la suppression de la ligne de démarcation.
Le décret du 3 octobre 1943 désignait déjà 17 CRR, 3 commissaires hors cadre et 50 préfets. Les CRR devaient rejoindre leur poste avant la Libération, mais à la suite d'arrestations par les Allemands, ou d'erreurs de la Résistance qui exécuta un CRR et en blessa un autre, il y eut de nombreuses réaffectations. Dans la liste suivante, le CRR indiqué en caractères gras est celui qui était en fonction au moment de la libération de sa région.
Citons le cas particulier de François Coulet, le premier à entrer en fonction : il est installé à Bayeux par le général de Gaulle peu après le jour J, lors de la première visite de ce dernier sur le sol français, le 14 juin 1944, car celui de Rouen ne pouvait pas rejoindre son poste. Son succès a valeur de test. En s'imposant sans grand mal aux autorités de Vichy et surtout aux armées alliées, François Coulet permet au général de Gaulle d'enterrer les ultimes tentatives américaines de mettre l'AMGOT en place.
Par ordre alphabétique des chefs-lieux :
| Angers                                                   | René Brouillet ; Michel Debré le 10 août 1944 ; Alain Savary le 1er avril 1945. |
| Bordeaux (départements : 33, 40, 64, 47)                 | Gaston Cusin ; Jacques Soustelle en mai 1945 ; Maurice Bourgès-Maunoury en juin 1945. |
| Châlons-sur-Marne                                        | Michel Debré ; Marcel Grégoire-Guiselin le 29 août 1944. |
| Clermont-Ferrand                                         | Émile Laffon ; Henri Ingrand. |
| Dijon (départements : 21, 25, 39, 58, 70, 71, 89, 90)    | le professeur Reuter ; Jean Bouhey en mars 1944, mais il est gravement blessé par un maquis le 4 septembre 1944, Jean Mairey assure l'intérim. |
| Laon (départements : 02, 09, 60, 80)                     | André Ségalat ; M. Vivant (arrêté) ; Pierre Pène. |
| Lille (départements : 59, 62)                            | Francis-Louis Closon. |
| Limoges (départements : 19, 23, 24, 36, 87)              | Jean Bouhey ; André Fourcade (alias Vergnaud dans la Résistance des Hautes Pyrénées, arrêté en juin 1944 par la Gestapo, fusillé le 27 août 1944) ; Pierre Boursicot. |
| Lyon (actuels départements de la région Rhône-Alpes)     | Pierre-Henri Teitgen ; Yves Farge ; Henri Longchambon en septembre 1945. |
| Montpellier (départements : 11, 12, 32, 34, 66)          | Jacques Bounin. |
| Marseille                                                | Raymond Aubrac ; Paul Haag en janvier 1945. |
| Nancy                                                    | Paul Chailley-Bert qui eut du mal à s'imposer mais fut aidé par le Délégué militaire Gilbert Grandval. |
| Orléans                                                  | André Mars. |
| Poitiers (départements : 16, 17, 79, 85, 86)             | quatre CRR successifs, puis Jean Schuhler. |
| Rennes (départements : 22, 29, 35, 56)                   | Victor Le Gorgeu. |
| Rouen                                                    | René David, Henri Bourdeau de Fontenay. |
| St Quentin (départements : Aisne, Ardennes, Oise, Somme) | Pierre Pène, le 28 août 1944. |
| Strasbourg                                               | Jacques Fonlupt-Espéraber ; Charles Blondel en septembre 1944 ; Émile Bollaert en juin 1945. |
| Toulouse                                                 | Édouard Depreux qui fut rapidement remplacé ; François Verdier qui fut arrêté en décembre 1943 et fusillé en janvier 1944 ; Jean Cassou, très grièvement blessé dans une embuscade allemande le 20 août 1944 ; Pierre Bertaux, il fut au cœur des rumeurs dénonçant (exagérément) l'installation d'une "république rouge" à Toulouse, libérée par les FFI du colonel Serge Ravanel. |

Commissaires de la République en mission : François Coulet, qui après sa mission à Bayeux fut commissaire aux liaisons interalliées ; Geoffroy Chodron de Courcel. Le cas de Charles Luizet est particulier, puisqu'il fut d'abord préfet de la Corse, premier département libéré ; ensuite nommé CR en mission, il devint Préfet de police de Paris dès le 19 août 1944.
Commissaires hors cadre : Claude Bouchinet-Serreulles, Pierre Tissier et Raymond Valabrègue.
Les CRR qui eurent la responsabilité des régions les plus isolées, en particulier celles du Sud : Bordeaux, Toulouse et Marseille eurent le plus de difficultés. À Bordeaux, Gaston Cusin eut à fusionner les différents mouvements de résistance qui s'opposaient, et dut imposer un Délégué militaire. À Toulouse, certains mouvements de résistance voulaient prendre le pouvoir. À Marseille, Raymond Aubrac dut mobiliser tous les dockers pour travailler nuit et jour au déchargement des divisions américaines et des approvisionnements pour les forces américaines en Allemagne (600 tonnes par jour et par division). Il avait des difficultés énormes dues à l'épuration sauvage et pour approvisionner la population.
Les commissaires de la République furent supprimés en janvier 1946, le retour à la normalité démocratique étant achevé, mais certains restèrent en poste avec des pouvoirs réduits jusqu'à la loi du 22 mars 1946, en attendant la relève des préfets.
Tous furent très marqués par cette expérience et le général de Gaulle leur porta toute son estime. La majorité d'entre eux furent ensuite nommés à d'autres hautes fonctions : secrétaire d'État ou ministre.

## Sources
- Stéphane Simonnet, Claire Levasseur (cartogr.) et Guillaume Balavoine (cartogr.) (préf. Olivier Wieviorka), Atlas de la libération de la France : 6 juin 1944- 8 mai 1945 : des débarquements aux villes libérées, Paris, éd. Autrement, coll. « Atlas-Mémoire », 2004 (1re éd. 1994), 79 p. (ISBN 978-2-746-70495-4 et 2-746-70495-1, OCLC 417826733, BNF 39169074), p. 63